# Elle et l'autre
 (décembre 2019).
Singles de Jul
Qui a dit
(2016) Je ne me vois pas briller
(2017)
Pistes de L'Ovni
Je fais le sourd
(8) Y'a pas de stress
(10)
Elle et l'autre est un single du rappeur français Jul, sorti le 8 mars 2017. Il est le quatrième et dernier extrait de son sixième album L'Ovni. 
Le titre est certifié single de platine.

## Certification
| Pays          | Certification |
| ------------- | ------------- |
| France (SNEP) | Platine       |